# Markus Bader (Schauspieler)
Markus Bader (* 1974 in Füssen) ist ein deutscher Schauspieler und Regisseur.

## Leben
Markus Bader wurde im Allgäu geboren, wo er auch aufwuchs. Von 1991 bis 1993 absolvierte er sein Schauspielstudium an der Schauspielschule „Schauspiel München“ (Leitung: Hans Dieter Trayer) bei Silvia Andersen und Werner Eggenhofer. Außerdem erhielt er zwischen 1995 und 2001 regelmäßig privaten Schauspielunterricht im Rollenstudium bei Inge Langen.
Erste Theaterengagements hatte er ab 1995 bei den Klosterhof-Freilichtspielen in Füssen und am Deutschen Theater München (Spielzeit 1997/98). Bei den Klosterhof-Spielen verkörperte mehrere Jahre hintereinander von 1995 bis 2001 den Boandlkramer in Der Brandner Kaspar und das ewige Leben und außerdem den Schneider Zwirn im Lumpazivagabundus (1998). Es folgten Engagements am Düsseldorfer Schauspielhaus (Spielzeit 2001/02, u. a. als Fliegeroffizier Hartmann in Des Teufels General), am Hamburger Musicaltheater (2001–2006, Europatournee mit Das Phantom der Oper als Raoul), bei den Freilichtspielen Schwäbisch Hall (2006–2007), im Theater an der Kö in Düsseldorf (2008), bei der Komödie im Bayerischen Hof in München und an der Comödie Bochum (2009).
Außerdem unternahm er ab 2001 mit verschiedenen Tourneetheatern zahlreiche Tourneen durch den deutschsprachigen Raum. Er wirkte u. a. in Tournee-Produktion der mit der „Neuen Schaubühne München“, der „Bühne 64“ in Zürich (Leitung: Margot Medicus) und des „Euro-Studio Landgraf“ mit, wo er mit Regisseuren wie Michael Hinz, Karin Boyd, Helmuth Fuschl und Thomas Stroux arbeitete. Bei Tourneen trat er u. a. in den Stücken Der Graf von Monte Christo (2002, Titelrolle), Anatevka (2002, als junger Russe Fedja), Der Diener (2005, als Sir David) und Johnny Belinda (2005, als Dr. Robert Richardson) auf.
2009/10 spielte er bei der Volksbühne Füssen im Festspielhaus Füssen den Räuber Mathias Kneißl, den bayerischen Robin Hood, im Theaterstück Hias Kneißl. In einer Produktion der unabhängigen Künstlergruppe „Maskénada“ übernahm er 2012 in Luxemburg die Titelrolle in Schnitzlers Drama Anatol. In der Spielzeit 2015/16 gastierte er erneut an der Komödie im Bayerischen Hof und war mit der Produktion Zwei ahnungslose Engel auf Deutschland-Tournee. In der Saison 2016/17 gastierte er in einer Bühnenfassung von Harold und Maude (mit Anita Kupsch und Johannes Hallervorden in den Hauptrollen) am Schlosspark Theater in Berlin und an der Komödie im Marquardt in Stuttgart.
Mit der Boulevardkomödie Frühling im September gab Markus Bader 2006 sein Regiedebüt als Theaterregisseur. Zwischen 2006 und 2010 inszenierte er verschiedene Produktionen im Theater an der Kö, an der Comödie Bochum und bei der „Neuen Schaubühne München“. Für die Konzert- und Gastspieldirektion Bentz & Partner realisierte er 2013 eine Inszenierung von Der Mustergatte mit Roberto Blanco.
Bader stand auch für mehrere Fernsehproduktionen vor der Kamera. Auftritte hatte er u. a.ö in den Fernsehserien Countdown – Die Jagd beginnt (2012), Alarm für Cobra 11 – Die Autobahnpolizei (2013) und Monaco 110 (2014). Mehrfach wirkte er in SOKO 5113, Verbotene Liebe und Sturm der Liebe mit. Im Dezember 2014 war er, an der Seite von Eli Wasserscheid, in einer Episodenrolle in der Serie SOKO 5113 als gewalttätiger Ex-Ehemann eines Vergewaltigungsopfers zu sehen.
Bader lebt seit 1995 als freischaffender Künstler in München und Köln.

## Filmografie (Auswahl)
- 2002: Germanija (Kinofilm)
- 2003, 2014: Verbotene Liebe (Fernsehserie, Episodenrollen)
- 2006, 2010, 2014: SOKO 5113 (Fernsehserie, versch. Episodenrollen)
- 2012: Countdown – Die Jagd beginnt: Suizid (Fernsehserie, eine Folge)
- 2012: Tatort: Der traurige König (Fernsehreihe)
- 2013: Alarm für Cobra 11 – Die Autobahnpolizei: Einsame Entscheidung (Fernsehserie, eine Folge)
- 2014: Monaco 110: Frauenpower (Fernsehserie, eine Folge)
- 2014: Sturm der Liebe (Fernsehserie, Episodenrolle)